# Esteatorrea
La esteatorrea es un tipo de diarrea, caracterizada por la presencia de secreciones lipídicas en las heces. La diarrea se debe a complicaciones en la función normal del sistema gastrointestinal, en el cual se nota una alta disminución de la absorción de agua y electrolitos en el intestino llevando a lo que se ha llamado como “heces sueltas”. Ahora bien, en la esteatorrea se pueden encontrar elementos correspondientes a lípidos que no fueron bien metabolizados en la vía digestiva, lo que se puede deber a diferentes anormalidades en la capacidad absortiva del tracto. 
Para poder diagnosticar la posible causa de la esteatorrea, se debe tener en cuenta que esta enfermedad se puede deber a problemas en la absorción o en la digestión.

## Síndrome de malabsorción
El síndrome de malabsorción se caracteriza por el daño o la pérdida de la habilidad absortiva. Entre las causas que pueden ocasionar este síndrome están la amiloidosis, enfermedad celiaca, bypass gástrico, medicamentos como orlistat y acarbosa, isquemia mesentérica y enfermedad de Whipple. La cirugía de bypass gástrico disminuye el área absortiva del estómago, por lo que se pierde una parte de la capacidad para cumplir la función digestiva normal. El orlistat es un medicamento administrado a pacientes que desean perder peso. Este medicamento pertenece al grupo de inhibidores de las lipasas, evitando que las grasas se absorban en el intestino y, por consiguiente, se eliminan en las heces.

## Maldigestión
La maldigestión se refiere a la pérdida de la función digestiva. Entre los posibles factores que pueden desencadenar esta enfermedad, se encuentran los desórdenes hepatobiliares y la insuficiencia pancreática exocrina.

## Diagnóstico
Para saber si una persona tiene o no esteatorrea, es importante una revisión de sus secreciones fecales. Generalmente, se ha descrito como posible síntoma de esteatorrea a las heces aceitosas o de colores claros, por lo que si se identifican estos factores se debería acudir a la atención médica. Además, si se están consumiendo algunos de los medicamentos que impidan la absorción de lípidos en el tracto intestinal, se recomienda su suspensión hasta obtener valoración médica. 

## Tratamiento
Entre la lista de medicamentos que sirven para tratar la esteatorrea, se encuentran la auxina E, hepatical, liquigen y vitamina E.